# Josien Elzerman

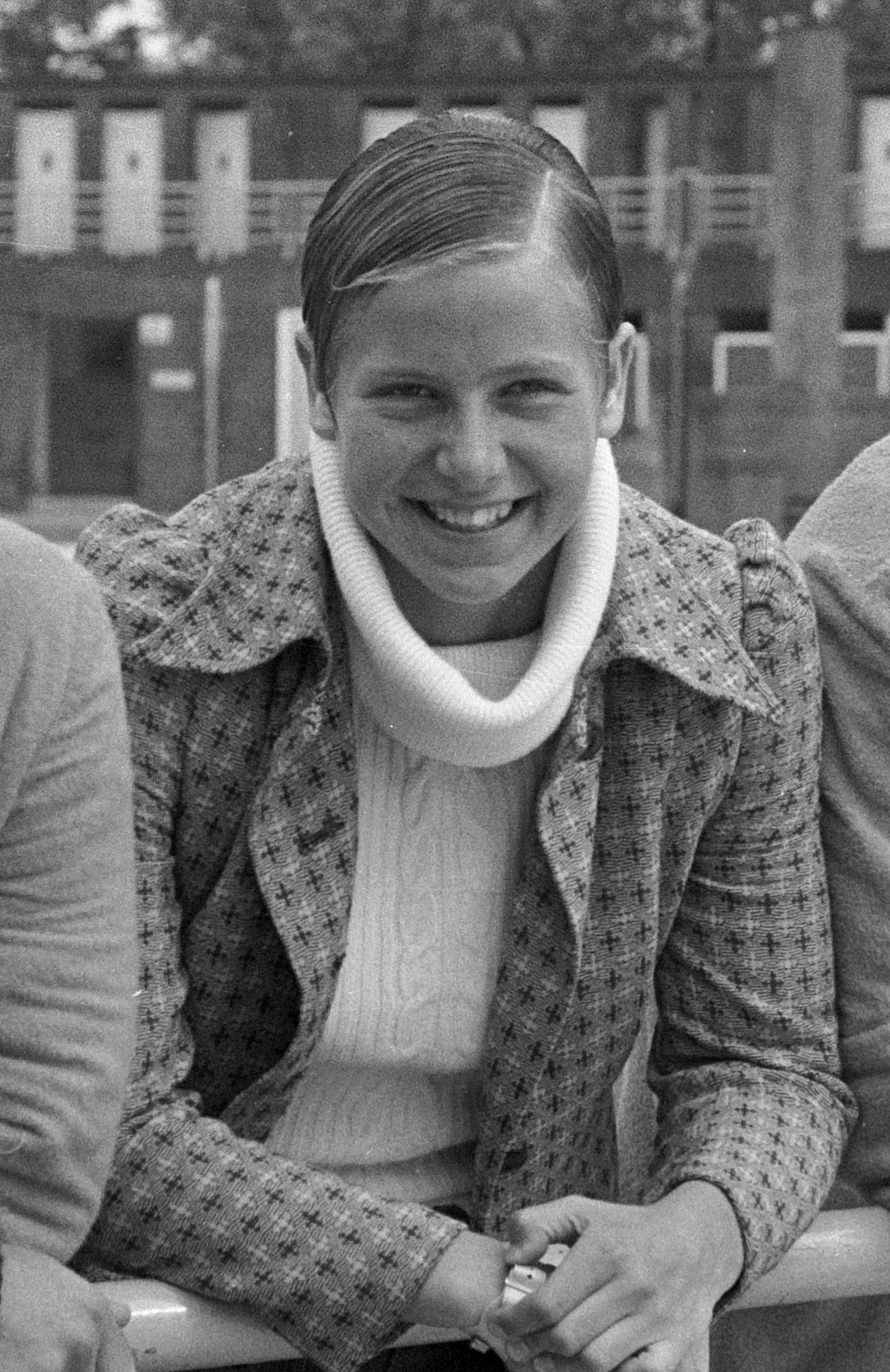
Josien Elzerman in 1972

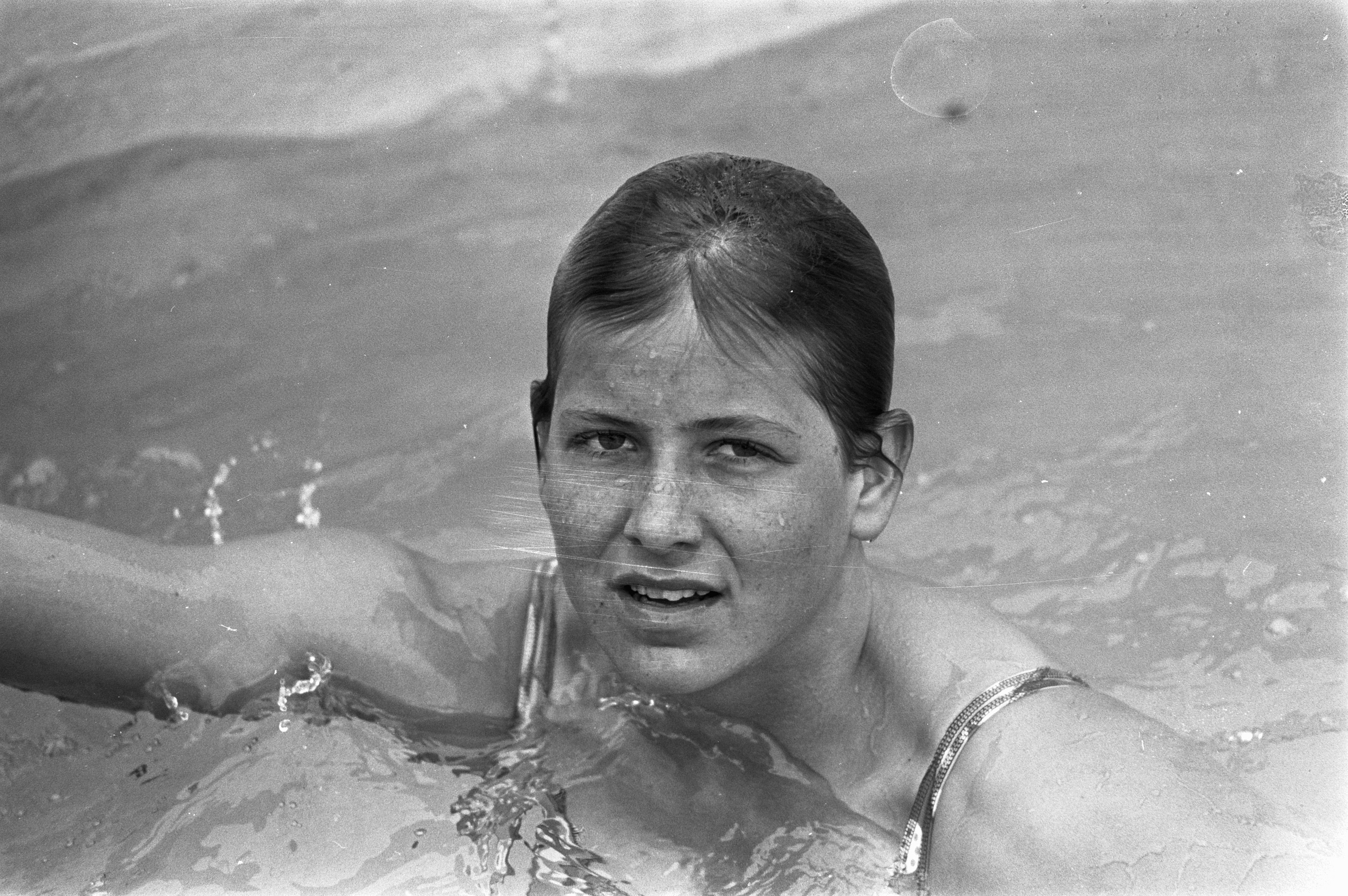
Josien Elzerman in 1972

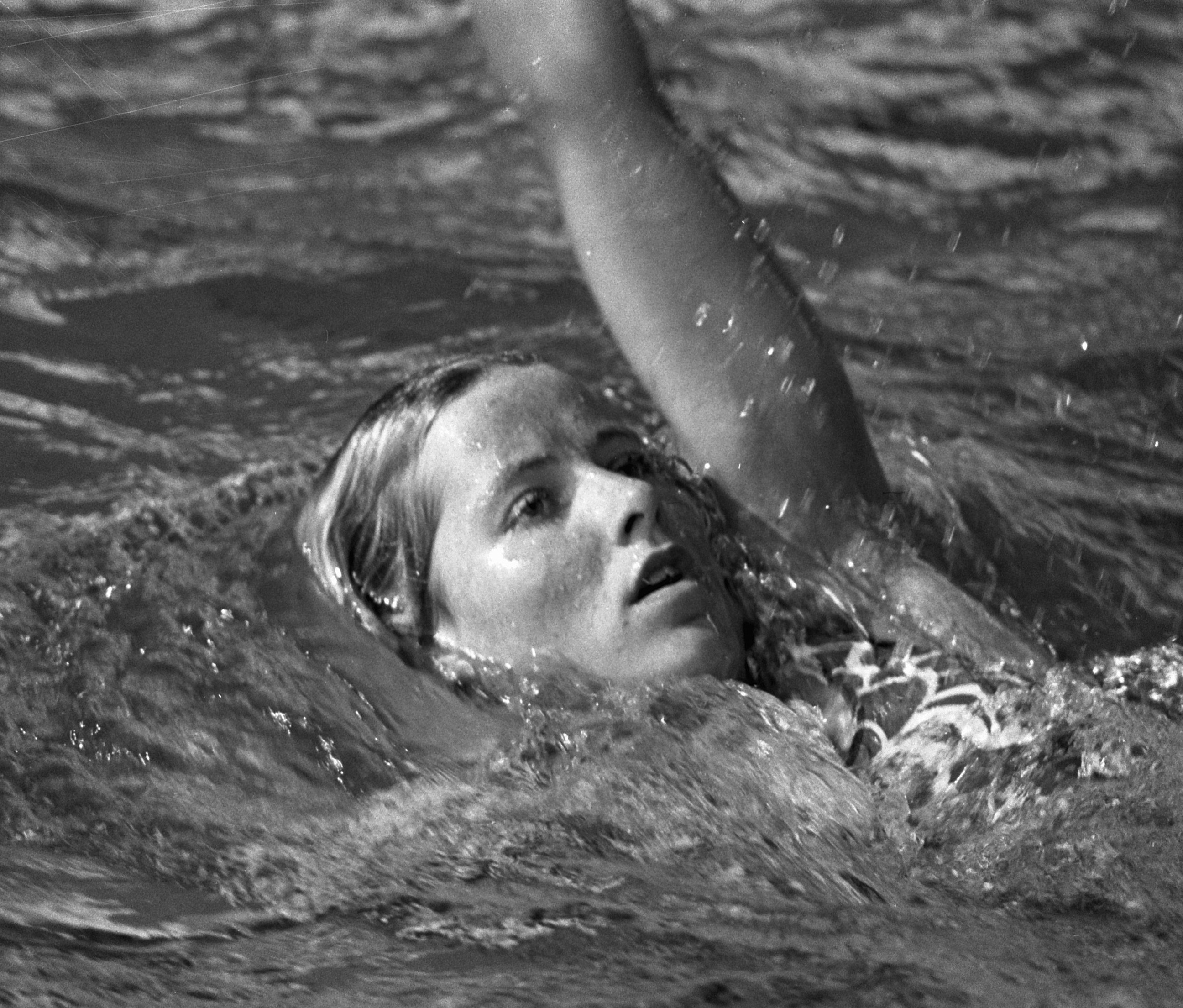
Josien Elzerman in 1973

Josina Alida (Josien) Elzerman (Den Haag, 2 april 1956) is een voormalig zwemster uit Nederland, die namens haar vaderland deelnam aan de Olympische Spelen van München (1972). In de hoofdstad van Beieren strandde de zwemster van Zian / Vitesse in de derde serie van de 200 meter rugslag. Met de estafetteploeg op de 4x100 meter vrije slag drong ze wel door tot de finale, waarin beslag werd gelegd op de vijfde plaats (tijd 4.01,49).
Elzerman is afkomstig uit een zwemfamilie; ook haar twee jaar oudere broer Hans was als zwemmer actief bij de Spelen van München, terwijl een andere broer, de twee jaar jongere Henk, vier jaar later zijn olympische opwachting maakte bij de Spelen van Montréal. Zelf nam Elzerman een jaar na 'München' deel aan de eerste officiële wereldkampioenschappen langebaan (50 meter) in Belgrado, waar ze als achtste (100 meter rugslag) en als tiende (200 meter rugslag) eindigde.